# La Mémoire du Congo en péril
Pour plus de détails, voir Fiche technique et Distribution.
La Mémoire du Congo en péril  est un film réalisé en 2006.

## Synopsis
La cinémathèque congolaise possède des milliers de films des cinéastes qui ont marqué l'histoire du cinéma au Congo. Ces archives, datant de 1935, sont dans un état déplorable et apparaissent aujourd'hui en voie de disparition. On peut citer parmi eux les courts métrages de Matamata et Pilipili réalisés par un missionnaire des Pères de Scheut dans les années 1950.

## Fiche technique
- Réalisation : Guy Bomanyama-Zandu (en)
- Production : Zandu Films
- Image : Pierre Mieko
- Montage : Guy Bomanyama Zandu
- Son : Aimé Banza